# NGC 7611
NGC 7611 este o galaxie situată în constelația Peștii. A fost descoperită în 21 septembrie 1862 de către Heinrich Louis d'Arrest. Se află la o distanță de 44,56 de megaparseci de Pământ.